# Manuel Sánchez Pérez
Manuel Sánchez Pérez (nacido el 14 de septiembre de 1941 en Zapotiltic, Jalisco), es un futbolista mexicano retirado que jugaba en la posición de mediocampista. Jugó para el Club Deportivo Guadalajara, Club Deportivo Oro y Club Social y Deportivo Jalisco en Primera División y con el  Club de Fútbol Nuevo León en Segunda División.
Hijo de los señores Manuel Sánchez Miranda y María del Carmen Pérez Serafín. Debutó a los 16 años en el Club Deportivo Necaxa de Zapotiltic y después pasó al equipo de Reservas "B" del Club Deportivo Guadalajara, donde permanecería 1 año para después ser traspasado al Club de Fútbol Nuevo León de la segunda división.
Debutó con el Guadalajara jugando como interior izquierdo en un partido contra el Club Deportivo Irapuato. Esa misma temporada sufrió una lesión en la rodilla mientras jugaba contra las reservas del equipo León, esto lo alejó un tiempo de las canchas, pero después de una operación realizada por el Dr. Rafael Moreno Valle, pudo regresar a las canchas.
En mayo de 1968 pasa al Club Deportivo Oro y permanece cuando este cambia de dueños para convertirse en Club Social y Deportivo Jalisco. Con los Gallos del Jalisco permaneció hasta 1971.